# Murcia ogilviensis
Murcia ogilviensis är en kvalsterart som först beskrevs av Valerie M. Behan-Pelletier 1986.  Murcia ogilviensis ingår i släktet Murcia och familjen Ceratozetidae. Inga underarter finns listade i Catalogue of Life.